# A Tomada de Jopa

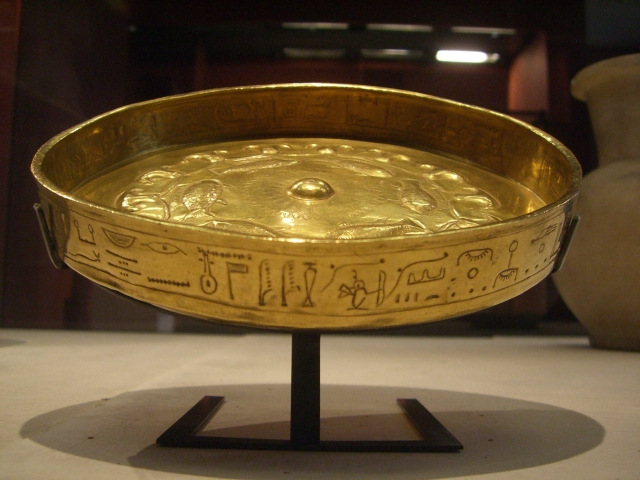
Tigela de ouro com o nome do general Djeuti
Museu do Louvre

A tomada de Joppa é um antigo conto egípcio que descreve a conquista da cidade de Jopa (atual Jafa) pelo general Djeuti à época de Tutemés III. Conserva-se uma cópia no papiro Harris 500, guardado no Museu Britânico com a referência EA 10060. 
Não se trata de uma narração histórica mas de um conto cujo fundo é a campanha na Síria de Tutemés, e o que ocorreu a um comandante de tropa chamado Djeuti que servia sob as ordens do faraó.  As tática usadas por Djeuti na história evocam o episódio do Cavalo de Troia relatado na Odisseia e o conto de Ali Babá das "Mil e uma Noites".

## Descrição
O papiro data de começos da XIX dinastia, durante o reinado de Seti I ou Ramessés II. Está escrito em hierático e conserva-se em forma fragmentar: o começo perdeu-se e o restante do texto tem muitas lacunas.

## Argumento

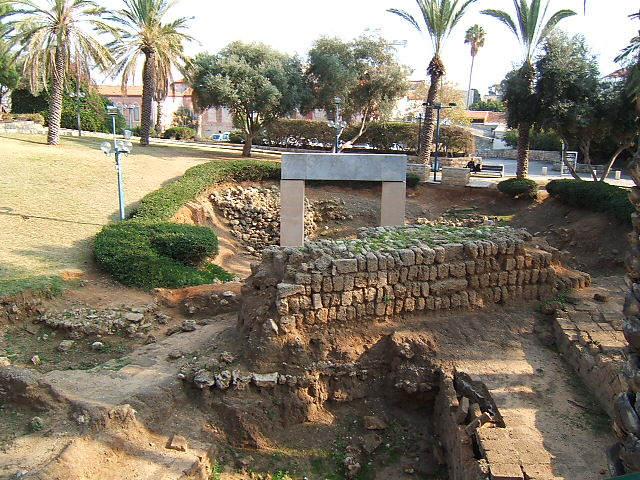
Jafa: vestígios da muralha do século XIII a.C.

No fragmento conservado, Djeuti convida o príncipe de Jopa (Jafa) a um encontro no seu acampamento das cercanias da cidade. O príncipe acode com 120 soldados, e Djeuti convida à sua barraca, onde o nocauteia. Oculta duzentos dos seus soldados em cestas, carga-os sobre animais e envia um auriga à cidade para anunciar que os egípcios se renderam e estão enviando um tributo. As duzentas cestas são levadas por 500 porteadores, que não são mas que soldados de Djeuti: uma vez dentro da cidade, conquistam-na. A história termina com uma carta na qual Djeuti informa ao faraó desta vitória.

## Contexto histórico
Embora os acontecimentos descritos nesta história sejam fictícios, estão situados num contexto real: Tutemés realizou um total de 16 campanhas na Síria entre 22 e 42 do seu reinado; a tomada de Jafa deveu suceder numa das primeiras. O general Djeuti é um personagem real, bem documentado em diversos achados arqueológicos, por exemplo numa tigela de ouro com a qual Tutemés III o obsequiou pelos seus méritos e que se conserva no Museu do Louvre. A sua tumba foi encontrada em 1824 em Sacara. 